# Josep Vicente Train
Josep Vicente Train   (Barcelona, 19 de desembre de 1931) va ser un futbolista català dels anys 50 i 60. Va ser internacional amb la selecció catalana i amb la selecció espanyola.
Fou un dels porters més destacats de la seva època. Per la seva seguretat en els blocatges es guanyà el sobrenom del Grapes.

## Carrera esportiva
Començà en el Centro Aragonés de Barcelona, d'on passà al juvenil del Club de Futbol Mollet i més tard a la UA Horta. Defensà la samarreta del RCD Espanyol durant cinc temporades on jugà més de 130 partits oficials. Posteriorment jugà al Reial Madrid on guanyà quatre lligues i una copa, a més de tres cops el trofeu Zamora al porter menys golejat les temporades 1960-61, 1962-63 i 1963-64. Va jugar com a titular la final de la Copa d'Europa de 1964, que el Madrid va perdre contra l'Inter de Milà per 1 a 3 al Praterstadion de Viena, la primera victòria del club italià en la competició.
Més tard jugà a RCD Mallorca i RCD La Corunya.
Disputà 7 partits amb la selecció espanyola i un amb la selecció catalana el 1956. Guanyà el Campionat d'Europa de seleccions del 1964 defensant la samarreta espanyola.

### Clubs
- Centro Aragonés
- UA Horta
- CF Mollet
- RCD Espanyol: 1955-1960
- Reial Madrid: 1960-1964
- RCD Mallorca: 1964-1966
- Deportivo de la Coruña: 1966-1967